# Import/Export
Import/Export – austriacki dramat filmowy z 2007 roku w reżyserii Ulricha Seidla.

## Obsada
- Jekaterina Rak jako Olga
- Paul Hofmann jako Pauli
- Michael Thomas jako Michael, ojczym Pauliego
- Natalia Baranowa jako przyjaciółka Olgi z Ukrainy
- Natalia Epuraneu jako przyjaciółka Olgi z Wiednia
- Maria Hofstätter jako siostra Maria
- Georg Friedrich jako pielęgniarz Andi
- Erich Finches jako Erich Schlager

## Produkcja
Zdjęcia kręcono w Wiedniu, Koszycach i Użhorodzie.